# Cephalozia schusteriana
Cephalozia schusteriana är en bladmossart som beskrevs av J.J.Engel. Cephalozia schusteriana ingår i släktet trådmossor, och familjen Cephaloziaceae. Inga underarter finns listade i Catalogue of Life.